# Кузьмин, Николай Васильевич (актёр)
Никола́й Васи́льевич Кузьми́н (10 декабря 1913, Ярославль — 19 сентября 2002, там же) — советский и российский актёр театра. Народный артист РСФСР (1976).

## Биография
Родился 10 декабря 1913 года в Ярославле.
В 1929 году пришёл в Ярославский театр имени Волкова и стал учеником школы русского режиссёра Ивана Ростовцева. Театральный сезон 1936/1937 годов Кузьмин играл на сцене Оренбургского драматического театра.
За чтение по радио поэмы Владимира Маяковского «Хорошо!», в частности её пятой главы, в октябре 1937 года был арестован органами НКВД. 15 сентября 1938 года осуждён военным трибуналом Приволжского военного округа по трем пунктам 58-й статьи и приговорён к 10 годам исправительно-трудового лагеря и 5 годам поражения в правах.
Был освобожден в июне 1947 года.
В 1948—1949 годах Кузьмин — актёр и режиссёр Рыбинского драматического театра.
Вновь был арестован 25 марта 1949 года по прежнему обвинению. 18 мая 1949 года ОСО МГБ СССР приговорён к бессрочной ссылке в Красноярский край.
Проживал в Енисейске, где в 1949—1952 году руководил драмкружком в доме культуры.
В августе-сентябре 1952 года приглашён с женой в Норильск для работы по специальности.
16 сентября 1954 года освобождён из ссылки.
В 1956 году Николай Кузьмин вернулся на родную сцену в театр имени Волкова, где работал по 1999 год.
Снимался в кино: секретарь Берёзовского обкома Самохин («Твой современник» (1967).
Скончался на 89-м году жизни 19 сентября 2002 года в Ярославле. Похоронен на Леонтьевском кладбище Ярославля.

## Семья
Жена — Валентина Сидоровна Кузьмина (в первом браке Глузман, по сцене Валентина Исидоровна Шпагина, 1925—2007), актриса Российского академического театра драмы имени Фёдора Волкова (до 1951 года была замужем за режиссёром Леонидом Глузманом (впоследствии Пчёлкиным).

## Творчество

### Роли в театре

#### Российский академический театр драмы им. Ф. Волкова
- «Коварство и любовь» Ф. Шиллера — Фердинанд
- «Борис Годунов» А. С. Пушкина — Самозванец
- «Без вины виноватые» А. Н. Островского — Незнамов
- «Горе от ума» А. С. Грибоедова — Чацкий, позже Фамусов
- «Гроза» А. Н. Островского — Дикой
- «Бесприданница» А. Н. Островского — Паратов
- «Светит, да не греет» А. Н. Островского — Худобаев
- «Горячее сердце» А. Н. Островского — Курослепов
- «Иванов» А. П. Чехова — Иванов
- «Вишневый сад» А. П. Чехова — Гаев
- 1963 — «Фёдор Волков» Н. М. Севера — Фёдор Волков
- 1970 — «Посольский дневник» С. Дангулова, реж. Ф. Шишигин — Илья Репнин
- 1998 — «Платонов» А. П. Чехова — Трилецкий-старший
- 1999 — «Фома» по повести Ф. М. Достоевского «Село Степанчиково и его обитатели» — Гаврила
- «Кавказский роман» — Урядник
- «Зеленая карета» — Сценариус

## Награды
- Орден Почёта (22 мая 2000 года) — за многолетнюю плодотворную работу в области театрального искусства и в связи с 250-летием театра[6].
- Орден Дружбы народов (28 февраля 1994 года) — за большие заслуги в области театрального искусства[7].
- Народный артист РСФСР (1976).
- Заслуженный артист РСФСР (1958).
- Награждён медалями, а также Знаком отличия «За заслуги перед городом Ярославлем».
- Ему присуждена областная премия «За высокое служение театру».